# Isao Aoki
Isao Aoki, född 31 augusti 1942 i Abiko, Chiba i Japan är en av Japans mest framgångsrika golfspelare genom tiderna.
Aoki kom i kontakt med golfen genom att som skolpojke att gå caddie på Abiko Golf Club. Han vann mer än 50 tävlingar på Japan Golf Tour mellan 1972 och 1990. 1983 vann han Hawaiian Open på den amerikanska PGA-touren och Panasonic European Open på PGA European Tour. Han vann även den prestigefyllda HSBC World Match Play Championship i England 1978, vilket inte var en europatourtävling då och han följde upp med en seger på PGA Tour of Australasia.
Som senior har Aoki huvudsakligen spelat i USA på Champions Tour där han har vunnit nio tävlingar mellan 1992 och 2002. Han har sex seniorsegrar utanför USA, bland annat fyra segrar i Japan Senior Open.
Aoki valdes in i World Golf Hall of Fame 2004.

## Meriter

### PGA-segrar
- 1983 Hawaiian Open

### Segrar på Champions Tour
- 1992 Nationwide Championship
- 1994 Bank One Classic,  Brickyard Crossing Championship
- 1995 Bank of Boston Senior Classic
- 1996 BellSouth Senior Classic at Opryland,  Kroger Senior Classic
- 1997 Emerald Coast Classic
- 1998 BellSouth Senior Classic at Opryland
- 2002 The Instinet Classic

### Övriga segrar
- 1971 Kanto PGA
- 1972 Kanto PGA
- 1973 Coldbeck, Chunichi Crowns, Pepsi Wilson, Sapporo Tokyu Open, KBC Augusta, Japan Pro
- 1974 Kanto Pro, Nichie Taiko, Kanto Open, Sanpo Class, Tozai Taiko
- 1975 Kanto Open, Chunichi Crowns
- 1976 Tokai Classic
- 1977 Tohoku Classic, Nichibei Taiko, Jun Classic
- 1978 Chunichi Crowns, Japan Pro Match Play, Sapporo Tokyu Open, Kanto Pro, Nichibei Taiko, Japan Series, Colgate World Match Play
- 1979 Chunichi Crowns, Japan Pro Match Play, Kanto Pro, Japan Series
- 1980 Chunichi Crowns, Yomiuri Open, KBC Augusta, Kanto Open, Jun Classic
- 1981 Japan Pro, Japan Pro Match Play, Shizuoka Open
- 1982 Japan Pro Match Play
- 1983 Kanto Pro, Sapporo Tokyu Open, Japan Open, Japan Series, Panasonic European Open
- 1984 Sapporo Tokyu Open, Japan Open, KBC Augusta, Kanto Open
- 1987 Dunlop Kokusai, ANA Open, Japan Open, Japan Series
- 1989 Tokai Classic, Casio World Open
- 1990 Mitsubishi Galant
- 1991 Bridgestone Open
- 1992 Mitsubishi Galant, Casio World Open
- 1994 Japan Senior Open
- 1995 American Express Grandslam, Japan Senior Open
- 1996 Japan Senior Open
- 1997 Japan Senior Open
- 2000 Northern Cup Senior Open